# Nostra Signora della Carità del Cobre
Nostra Signora della Carità del Cobre (in spagnolo, Nuestra Señora de la Caridad del Cobre) è uno dei titoli attribuiti a Maria. Viene chiamata anche Vergine della Carità del Cobre (Virgen de la Caridad del Cobre). È stata proclamata patrona di Cuba nel 1916 da Papa Benedetto XV.
La Vergine della Carità del Cobre viene chiamata anche la Virgen Mambisa, vale a dire la Vergine dei mambì, il termine spregiativo utilizzato dai Conquistadores per indicare la popolazione locale. Per questo motivo, i patrioti dell’indipendenza cubana si fecero chiamare proprio Mambises.

## La Virgen de la Caridad del Cobre

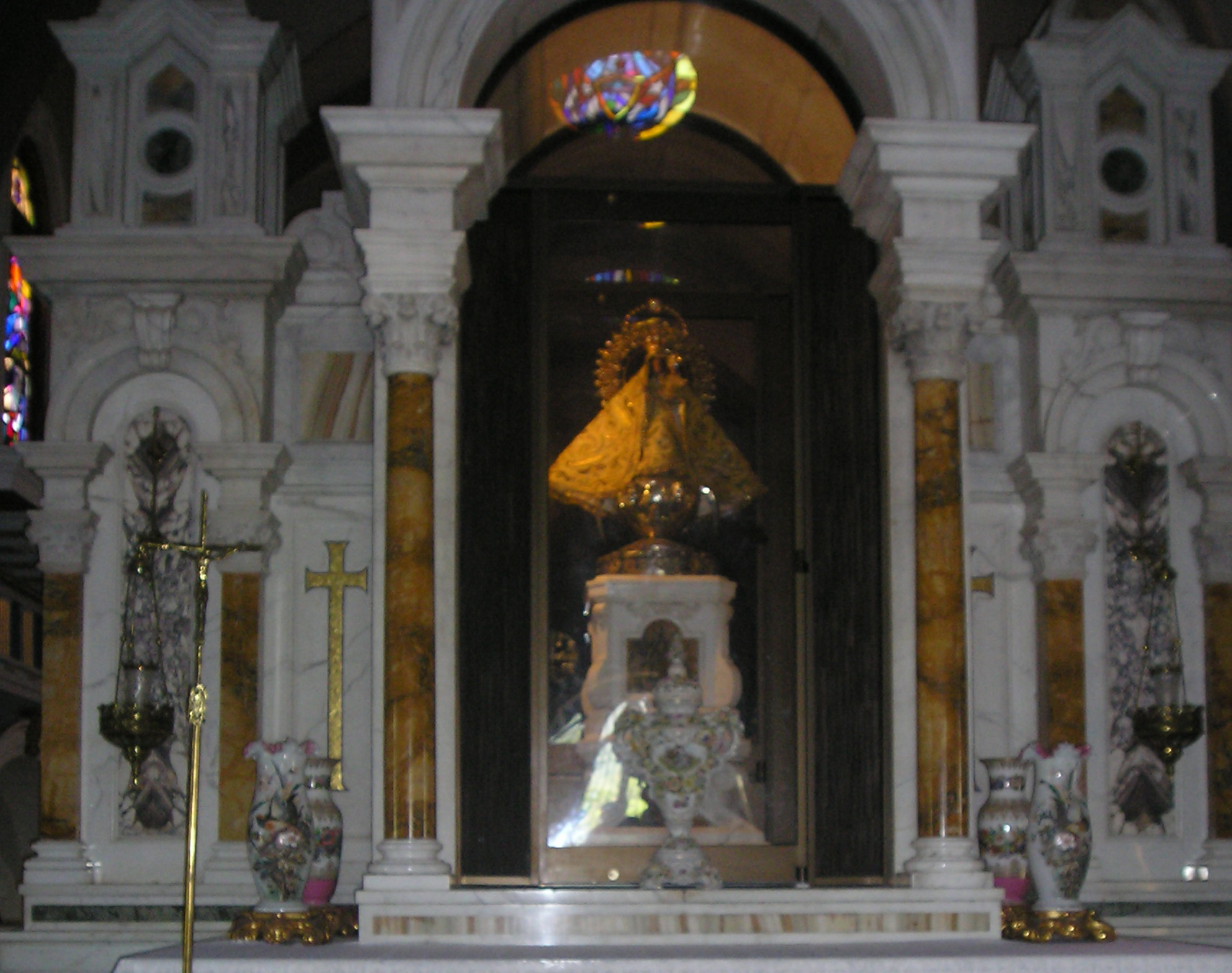
L'immagine sacra conservata nel Santuario del Cobre

La devozione alla Virgen risale al 1612 quando tre pescatori, Juan Morteno, creolo di dieci anni, accompagnato dai fratelli indio Rodrigo e Juan de Hoyos, trovarono una statuetta di legno alta circa sessanta centimetri che galleggiava nelle acque della Bahia de Nipe, nella costa nord occidentale di Cuba, con incise le parole "Virgen de la Caridad". Dopo il ritrovamento, l'immagine sacra fu portata presso il centro minerario di El Cobre (cobre in spagnolo significa rame) dove, nel 1684, fu costruito un santuario per ospitare la statua, che rappresenta la Madonna con in braccio il Bambino Gesù che sorregge il globo terrestre.
Padre Jorge Enrique Palma Arrue, cappellano del santuario, situato a pochi chilometri da Santiago di Cuba, ha affermato: "Il novantanove per cento dei cubani è devoto alla Virgen de la Caridad, anche se meno del 10% di essi è cattolico praticante". "Ai simboli patriottici cubani, che sono la bandiera, l'inno e la Costituzione, abbiamo aggiunto la Vergine come riferimento spirituale della nostra identità", scrive Emilio Cueto nel suo recente libro dove ripercorre i quattrocento anni di devozione alla Vergine della Carità del Cobre. Il 24 gennaio 1998 papa Giovanni Paolo II incoronò la statua di Nostra Signora de la Caridad del Cobre. Nel 2012 papa Benedetto XVI compì una visita pastorale a Cuba, donando alla Virgen de la Caridad la Rosa d'oro, onorificenza creata da papa Leone IX nel 1049. Il 22 settembre 2015 papa Francesco celebrò la Messa nel santuario della Virgen del Cobre.
Tra i numerosissimi visitatori del santuario, molti dei quali lasciano offerte o ex voto, ci fu anche Ernest Hemingway, che donò la medaglia ricevuta quando vinse il Premio Nobel per la Letteratura nel 1954. Ogni giorno si recano in visita al santuario mille tra visitatori e pellegrini, specialmente nei mesi di agosto e settembre, mentre il numero raddoppia o triplica il sabato e la domenica.
La fede per i cubani è di importanza vitale, fin dall'arrivo delle navi che sbarcavano sulle sponde atlantiche schiavi provenienti dall'Africa che attraversavano l'oceano portando con loro la sola fede, riuscendo con questa a sopravvivere alla lunghe e dure traversate. L'incontro con i missionari Gesuiti e Domenicani arrivati con gli spagnoli, fece in modo che elementi religiosi, pagani o pre-cristiani, provenienti dall'Africa si fondessero con il credo cattolico, creando delle mescolanze sfociate nel sincretismo della Santeria, religione tradizionale arricchita di folclore, musiche e balli. Le influenze cattoliche provenienti dal Vecchio Continente, in particolare dalla Spagna, hanno fatto mantenere un elevato livello di Cristianità a tutti i paesi caraibici, anche dopo la Rivoluzione. Nella Santeria cubana, Oshun è soprattutto l'orisha dell'amore, del matrimonio e della maternità, e viene identificata con la patrona di Cuba, la Virgen de la Caridad del Cobre.